# 南相浩
南相浩（中国朝鲜语：／），又名南湘浩，朝鲜族，密码学和信息安全专家，中华人民共和国国家银行业信息科技风险管理高层指导委员会顾问，曾任中国计算机学会信息保密专委会主任，国家保密局技术顾问，中国科学技术大学、北京大学、解放军信息工程大学兼职教授，中国人民解放军总参谋部研究员。
南相浩是中华人民共和国首台电子密码机和国防专用网络安全保密系统的设计者，信息安全领域首位博士生导师，CPK公钥（CPK：Combined Public Key组合公钥）发明人，拥有20多项中国和国际发明专利，曾获国家和军事科学进步一等、二等、三等奖，立功六次，退役前曾被授予副军长级行政职务。:82

## 生平
1955年，南相浩从吉林延边高中毕业后，进入中国人民解放军信息工程大学学习。1959年，他大学毕业后开始从事密码方面的研究工作。:79
1970年8月，他参加了为中国人民解放军快速通信网配置保密设备的“708工程”，与战友一起历时4年研发出中国首台电子密码样机M06。周恩来对此成果非常高兴，并批示“准备一看”。1975年冬，南相浩前往北京向周恩来汇报密码机的工作。由于周恩来当时重病缠身，他被总理办公室告知回基地等候，但数月后周恩来病逝。期间，他因文化大革命“凡是总理支持的都要反对”的理论被扣上“崇洋媚外”的帽子。1978年，密码机正式投入使用，实现了中国密码从手工到电子化的跳跃。中国在此领域与发达国家的差距也从几十年缩短到十几年。:80
1986年，美国启动了10万用户量的国防保密网系统（SDNS）。次年，南相浩承接了全军计算机网络安全保密系统的研制任务，其用户量也是10万。大规模用户的身份识别与密钥交换是此科研项目攻坚的关键。得益于公钥算法没有申请中国专利，南相浩通过SAD“双重密钥算法”在1991年率先实现了CIA（机密性、完整性、负责性）和美国提出的“多级控制机制”，使中国通讯保密技术达到国际先进水平。而美国由于专利等原因却最终放弃了SDNS计划。:80-81
随着互联网的发展和信息安全由被动防护向主动管理的转变，南相浩在1999年底提出了CPK公钥（CPK：Combined Public Key 组合公钥）加密算法，后于2003年在信息保密专业年会上公布。CPK技术可以生成无法修改的“电子身份证”，并通过“映射算法”自动进行身份验证，认证规模达到1048至101000个，可以满足全球需求并无需网络支持和第三方认证，达到世界领先水平。2004年美洲国际密钥年会执行主席詹姆斯·休斯称：“CPK把以标识为基础的密码技术升级了一个阶段”。:82-83

## 著作
- 南相浩：《网络安全技术概论》北京市 国防工业出版社 2003年 ISBN 9787118031447
- 南相浩：《CPK标识认证》北京市 国防工业出版社 2006年 ISBN 9787118043105
- 南相浩：《CPK密码体制与网际安全南》北京市 国防工业出版社 2008年 ISBN 9787118059397
- 南相浩：《Cyber security technical framework：trusting system based on identity authentication 网际安全技术构架：基于标识鉴别的可信系统》 北京 电子工业出版社 2010年 ISBN 9787121113796
- 南相浩：《Identify authentication：technical basis of cyber security 标识鉴别：网际安全技术基础》 北京 电子工业出版社 2011年 ISBN 9787121134791
- 南相浩：《网际安全技术构架》 北京 电子工业出版社 2011年 ISBN 978-7-121-11379-6
- 南相浩：《CPK公钥体制与标识鉴别》 北京 电子工业出版社 2012年 ISBN 978-7-121-17485-8
- 南相浩：《CPK公钥体制与标识鉴别——自主管理技术基础》 北京 人民邮电出版社 2013年 ISBN 978-7-115-23192-5
- 南相浩：《组合公钥(CPK)鉴别系统自主可控虚拟网络构架》 北京 科学出版社 2018年 ISBN 9787030591388